# Artaxata
Koordinaten: 39° 52′ 42″ N, 44° 34′ 34″ O

Das antike Königreich Armenien mit seiner Hauptstadt Artaxata.

Artaxata (Armenisch Artashat) war eine Hauptstadt/Königsstadt des antiken Armeniens am Fluss Aras (Araxes) im Tal des Ararat. Sie bestand vom 2. Jahrhundert v. Chr. bis in das 4. Jahrhundert n. Chr. Im Reich der Artaxiden bildete Artaxata ein Zentrum der hellenistischen Kultur.
Das antike Artaxata wurde von König Artaxias I. 190 v. Chr. auf einer Halbinsel des Flusses Araxes gegründet und löste Jerwandaschat als Hauptstadt ab. Aus dem bisherigen religiösen Zentrum Bagaran wurden die Götterfiguren hergebracht. Strabon und Plutarch beschrieben die Stadt als groß und prächtig und bezeichneten es als das  „Armenische Karthago“. Nach Plutarch soll Hannibal diese Stelle zur Stadtgründung empfohlen haben. Er kam nach der Niederlage von Antiochos III. gegen die Römer nach Armenien. Er beobachtete die großen natürlichen Ressourcen und Annehmlichkeiten der Gegend, die brachlagen und schlug dem armenischen König vor, hier eine Stadt zu erbauen. Der König beauftragte ihn mit dem Bau der Stadt, die groß und prächtig, nach dem König benannt und die Hauptstadt Armeniens werden sollte. Obwohl die antiken Quellen nahelegen, dass die Gründung an einer zuvor unbebauten Stelle erfolgte, haben archäologische Forschungen bedeutende Siedlungsreste einer urartäischen Stadt nachgewiesen, die zuvor an dieser Stelle gestanden hat.
Tigranes II. wurde 68 v. Chr. von Lucius Licinius Lucullus bezwungen. In den nächsten zwei Jahrhunderten blieb die Stadt ein wichtiges militärisches Ziel der konkurrierenden Mächte. Artaxata wurde während des Römisch-Parthischen Krieges zwischen 58 und 63 durch den General Gnaeus Domitius Corbulo 58 n. Chr. erobert und zerstört. Der armenische König Trdat I. verlor gegen die Römer und musste sich unter deren Oberherrschaft stellen. Der damalige römische Imperator Nero ließ Trdat I. 66 n. Chr. die Stadt wieder aufbauen, so dass er zu Ehren Neros die Stadt in Neronia umbenannte. Nach der Eroberung Armeniens durch Kaiser Trajan im Jahr 114 wurde Artaxata für kurze Zeit zur Hauptstadt der neu eingerichteten Provinz Armenia. Vermutlich im Zusammenhang mit dem nun erfolgenden römischen Bauprogramm wurde der Bau eines Aquäduktes begonnen, dessen Reste 2021 bei einer deutsch-armenischen Ausgrabungskampagne entdeckt wurden und bei dem es sich um den östlichsten bekannten Bogenaquädukt des Römischen Reiches handelt. Allerdings gab Trajans Nachfolger Hadrian die Provinz auf, was vermutlich dafür verantwortlich war, dass der Aquädukt nie fertiggestellt wurde.
Bei der erneuten Rückeroberung Armeniens 163 n. Chr. durch den römischen Feldherrn Statius Priscus im Rahmen des Partherkrieges des Lucius Verus wurde die Stadt erneut zerstört. Archäologische Feldforschungen im Jahr 2024 haben die Reste einer oktogonalen Kirche aus dem 4. Jahrhundert v. Chr. nachgewiesen. Im Jahr 369 zerstörten diesmal die Sasaniden die Stadt. Ein Jahrhundert später kam es zu einer Rebellion der Armenier gegen die Sasaniden. Die Rebellen wurden 451 in der Schlacht von Avarayr vernichtet und Artaxata wurde durch pro-sasanidische Armenier zerstört. Seit dieser Zeit verlor die Stadt ihre Bedeutung. Dvin wurde das neue Zentrum Armeniens.
Artaxata erstreckt sich über 18 Siedlungshügel etwa acht Kilometer südlich der heutigen Provinzhauptstadt Artaschat. Erste Ausgrabungen fanden durch sowjetische Forscher in den 1970er Jahren statt. Auf einem der Hügel liegt das Kloster Chor Wirap, das auf Überresten der Zitadelle errichten wurde.